# 阿野実藤
阿野 実藤（あの さねふじ）は、江戸時代前期の公卿。官位は正二位・権大納言。円成院と号す。

## 経歴
阿野公業の次男として誕生。母は木下勝俊の娘。初名は季信。
寛文2年（1662年）12月2日、従三位に叙される。その後、正二位・権大納言となる。権大納言を辞したのち実藤と改名。
元禄6年（1693年）、「法華経二十八品・和歌集二巻」を著す。

## 系譜
- 父：阿野公業
- 母：木下勝俊の娘
- 妻：高力隆長の娘
  - 長男：阿野実字
  - 次男：阿野公緒（1666-1741）